# Uftrungen
Uftrungen era un comune tedesco di 1 108 abitanti, situato nel land della Sassonia-Anhalt. Dal 1º gennaio 2010 costituisce una frazione del nuovo comune di Südharz.
È attraversata dal fiume Thyra.

## Galleria d'immagini

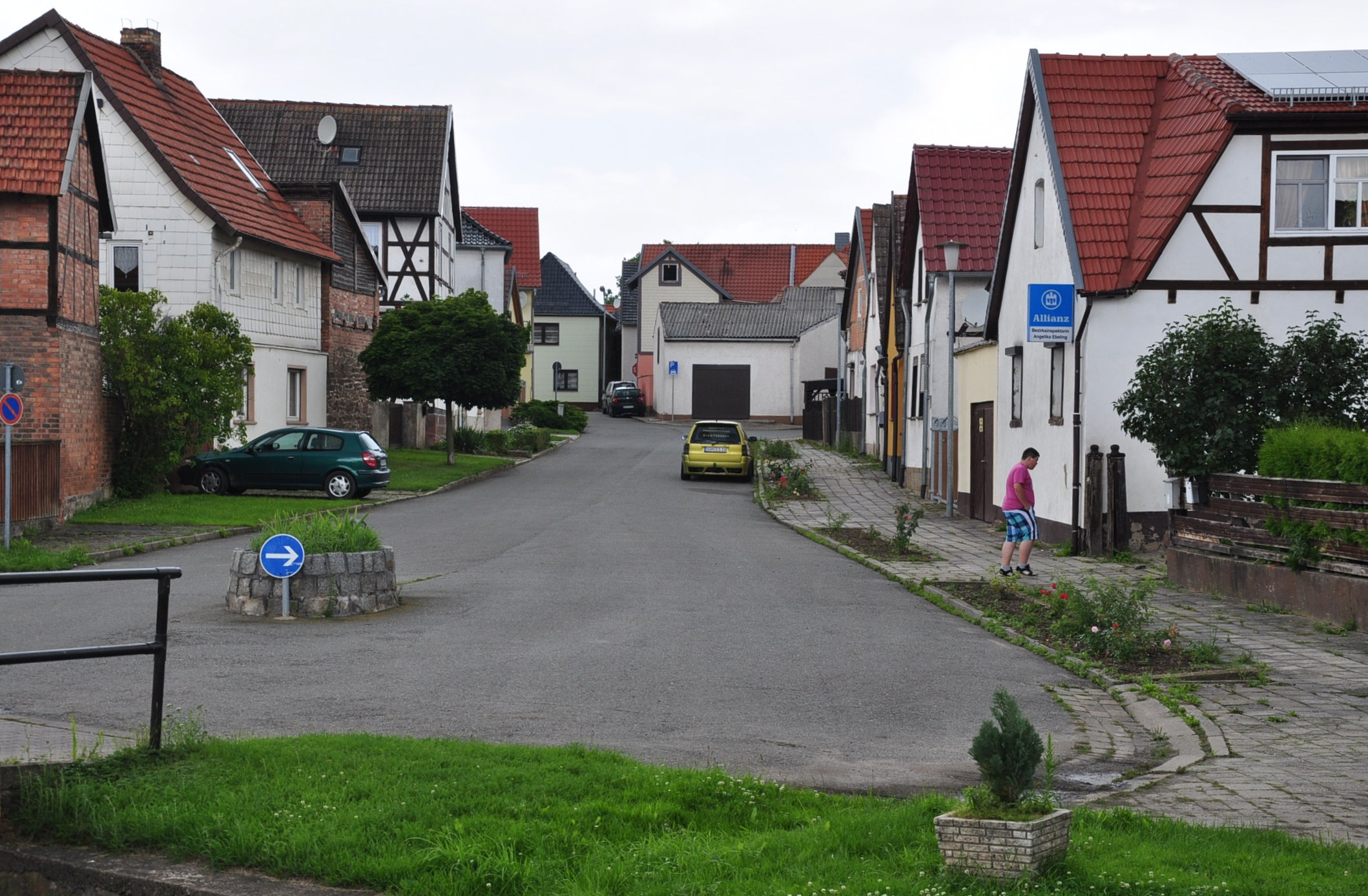
Schluftstraße
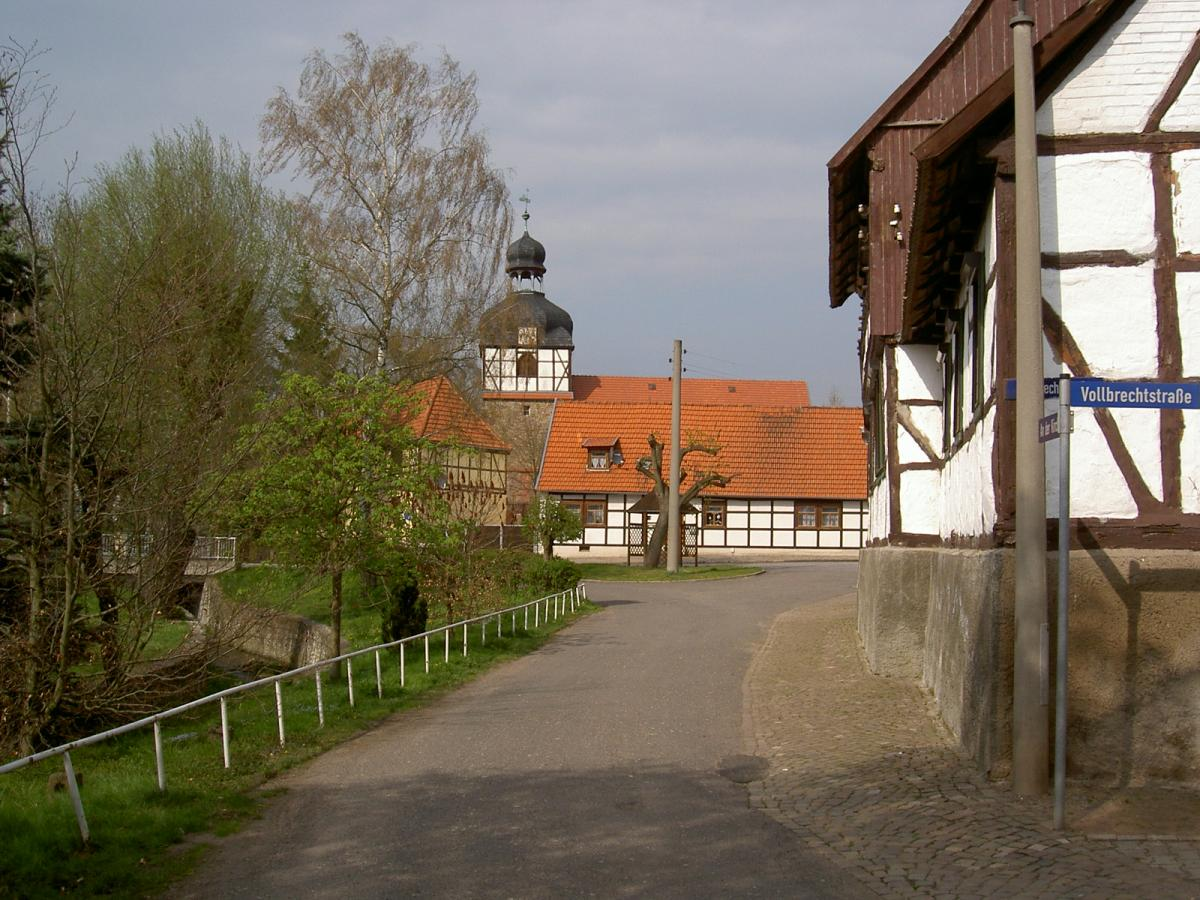
Centro della località con vista della chiesa
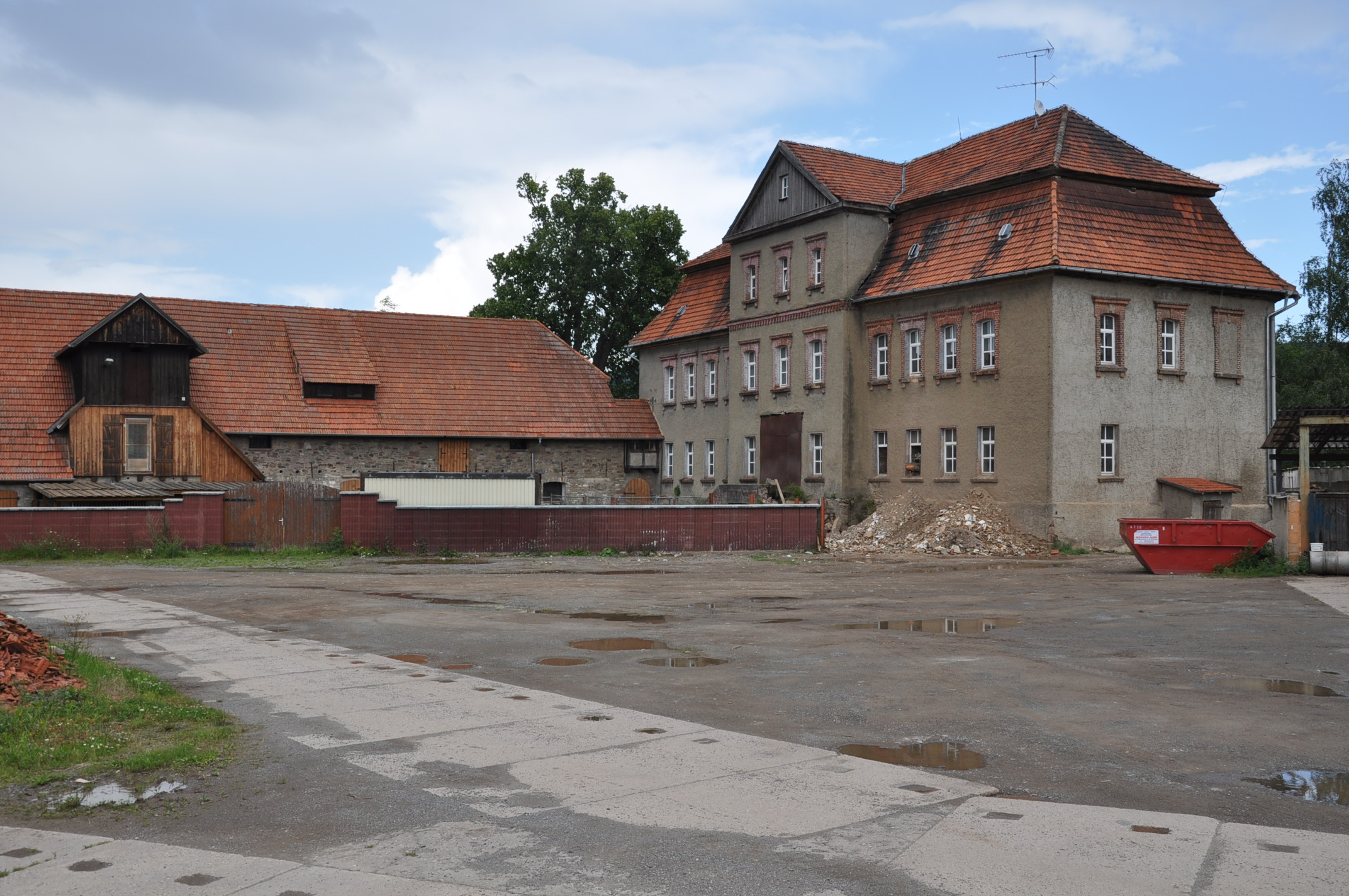
Vista fianco chiesa